# Max Kegel
Max Kegel (1er juin 1894 - 7 avril 1983) est un pionnier allemand du vol à voile.
Max Kegel est devenu célèbre le 12 août 1926, lorsqu'il a remporté la 7e Compétition de vol à voile de la Rhön, accidentellement pris dans un orage. Après avoir décollé de la Wasserkuppe, il a (involontairement) gagné environ 2 000 m d'altitude en raison des courants ascendants dans le nuage, de sorte qu'il a pu voler jusqu'à Meiningen. La distance de vol était de 55,2 km – c'était un record du monde. Il a alors été surnommé Thundermaxe. C'est en vol à voile la première expérimentation de vol dans les nuages. 
Comme Kegel était le dernier à s'élancer, il n'a pas voulu atterrir tout de suite, malgré le front de tempête menaçant. Lorsqu'il a senti un fort champ de courant ascendant, il a voulu l'utiliser pour un vol de campagne spontané. Il a été entraîné dans le nuage d'orage.
Le vol de Kegel a fait sensation, mais n'a étonnamment eu aucun impact sur le développement du vol à voile. Même lorsque l'indicateur de virage était disponible, aucun des pilotes de planeur de tête n'a eu l'idée d'abandonner la pente et de chercher des thermiques sous les nuages. Ce n'est que deux ans plus tard, en 1928, que Robert Kronfeld a commencé à utiliser consciemment les thermiques comme source de courant ascendant et ainsi se détacher du vent de pente.
Max Kegel avait été en poste comme officier de police de l'air sur la Wasserkuppe pour surveiller l'aviation et y avait pris goût au vol à voile. Il a obtenu ce poste d'officier de police de l'air parce qu'il était pilote d'avion à moteur qualifié. Et c'est probablement grâce à son expérience de pilote motorisé – avec beaucoup de chance – que ce vol dans les nuages, complètement sans instruments et à l'aveugle, ne s'est pas soldé par une catastrophe.
Une légende populaire raconte que Kegel a fait son vol mythique pour montrer à ses supérieurs que le vol à voile était aussi intéressant pour la police, légende qui n'est étayée, son vol était totalement encadré par la compétition annuelle de Rhön.